# Darwin Quintero
Darwin Quintero (Tumaco, 1987. szeptember 19. –) kolumbiai válogatott labdarúgó, az América de Cali középpályása.

## Pályafutása

### Klubcsapatokban
Quintero a kolumbiai Tumaco városában született. Az ifjúsági pályafutását a Deportes Tolima akadémiájánál kezdte.
2005-ben mutatkozott be a Deportes Tolima felnőtt keretében. 2007-ben az orosz Krilja Szovetov Szamara szerződtette. A 2007–08-as szezon második felében a Deportivo Pereira csapatát erősítette kölcsönben, majd az idény végén a kolumbiai klubhoz szerződött. 2009-ben a mexikói Santos Lagunához, míg 2015-ben a Américához igazolt. 2018-ban az észak-amerikai első osztályban szereplő Minnesota Unitedhez csatlakozott. 2019. november 13-án a Houston Dynamo együtteséhez írt alá. Először a 2020. március 8-ai, Sporting Kansas City ellen 4–0-ra elvesztett mérkőzés 57. percében, Tomás Martínez cseréjeként lépett pályára. Első gólját 2020. július 24-én, a LA Galaxy ellen 1–1-es döntetlennel zárult találkozón szerezte meg. 2023. január 1-jén az América de Calihoz írt alá.

### A válogatottban
Quintero 2008-ban debütált a kolumbiai válogatottban. Először a 2008. október 12-ei, Paraguay ellen 1–0-ra elvesztett mérkőzés 54. percében, Fredy Monterot váltva lépett pályára. Első válogatott gólját 2009. szeptember 30-án, Mexikó ellen 2–1-re megnyert barátságos mérkőzésen szerezte meg.

## Statisztikák
2023. február 26. szerint
| Klub             | Szezon   | Osztály             | Bajnokság | Bajnokság | Kupa  | Kupa | Nemzetközi | Nemzetközi | Összesen | Összesen |
| Klub             | Szezon   | Osztály             | Meccs     | Gól       | Meccs | Gól  | Meccs      | Gól        | Meccs    | Gól      |
| ---------------- | -------- | ------------------- | --------- | --------- | ----- | ---- | ---------- | ---------- | -------- | -------- |
| Minnesota United | 2018     | MLS                 | 27        | 11        | 1     | 0    | —          | —          | 28       | 11       |
| Minnesota United | 2019     | MLS                 | 31        | 10        | 5     | 6    | —          | —          | 36       | 16       |
| Minnesota United | Összesen | Összesen            | 58        | 21        | 6     | 6    | 0          | 0          | 64       | 27       |
| Houston Dynamo   | 2020     | MLS                 | 22        | 7         | 0     | 0    | —          | —          | 22       | 7        |
| Houston Dynamo   | 2021     | MLS                 | 20        | 3         | 0     | 0    | —          | —          | 20       | 3        |
| Houston Dynamo   | 2022     | MLS                 | 31        | 8         | 1     | 0    | —          | —          | 32       | 8        |
| Houston Dynamo   | Összesen | Összesen            | 73        | 18        | 1     | 0    | 0          | 0          | 74       | 18       |
| América de Cali  | 2023     | Categoría Primera A | 6         | 2         | 0     | 0    | —          | —          | 6        | 2        |
| Összesen         | Összesen | Összesen            | 137       | 41        | 7     | 6    | 0          | 0          | 144      | 47       |

### A válogatottban
| Válogatott | Év       | Pályára lépés | Gól |
| ---------- | -------- | ------------- | --- |
| Kolumbia   | 2008     | 3             | 0   |
| Kolumbia   | 2009     | 6             | 1   |
| Kolumbia   | 2010     | 2             | 0   |
| Kolumbia   | 2011     | 2             | 0   |
| Kolumbia   | 2012     | 1             | 0   |
| Összesen   | Összesen | 14            | 1   |

#### Góljai a válogatottban
| # | Időpont              | Helyszín                                       | Ellenfél | Gólok | Eredmény | Kiírás              |
| - | -------------------- | ---------------------------------------------- | -------- | ----- | -------- | ------------------- |
| 1 | 2009. szeptember 30. | Cotton Bowl, Dallas, Amerikai Egyesült Államok | Mexikó   | 2–0   | 2–1      | Barátságos mérkőzés |

## Sikerei, díjai
Egyéni
- MLS All-Stars: 2018
- Az amerikai kupa gólkirálya: 2019 (6 góllal)